# Pibanga itacoatiara
Pibanga itacoatiara là một loài bọ cánh cứng trong họ Cerambycidae.